# Bergseng Station
Bergseng Station (Bergseng stasjon) er en tidligere jernbanestation på Dovrebanen, der ligger ved Bergseng i Ringsaker kommune i Norge.
Stationen åbnede 15. november 1894, da banen mellem Hamar og Tretten blev taget i brug. Den blev nedgraderet til holdeplads 1. oktober 1923 men atter opgraderet til station 9. december 1945. Den blev fjernstyret 29. april 1966 og gjort ubemandet 2. maj samme år. Betjeningen med persontog ophørte 29. maj 1988, hvor stationen samtidig blev omdannet til fjernstyret krydsningsspor.
Stationen er forsynet med en stationsbygning i rødmalet træ, der blev opført til åbningen i 1894 efter tegninger af Paul Due.